# Поетеса
„Поетеса” је југословенски ТВ филм из 1985. године. Режирао га је Арса Милошевић а сценарио је написала Мира Ерцег.

## Улоге
| Глумац         | Улога |
| -------------- | ----- |
| Снежана Никшић |       |
| Петар Рајковић |       |